# الا بالینسکا
الا بالینسکا (انگلیسی: Ella Balinska؛ زادهٔ ۴ اکتبر ۱۹۹۶) هنرپیشه اهل بریتانیا است. او در فیلم های بدو عزیزم بدو و فرشتگان چارلی تولید سال ۲۰۱۹ به ایفای نقش پرداخته است.